# Gare de Glovelier
La gare de Glovelier est une gare ferroviaire suisse, des lignes de Delémont à Delle (voie normale) et de La Chaux-de-Fonds à Le Noirmont et Glovelier (voie métrique). Elle est située au nord-est du village centre de la commune de Glovelier, dans le canton du Jura.
Gare des Chemins de fer fédéraux suisses (CFF), elle est desservie par des trains du RER trinational de Bâle (ligne S3), et des RegioExpress. C'est également une gare d'échange entre la ligne à voie normale et la ligne la ligne à voie métrique des Chemins de fer du Jura (CJ), elle est desservie par des trains de fret et voyageurs des deux compagnies.

## Situation ferroviaire
Établie à 506 mètres d'altitude, la gare de Glovelier est située au point kilométrique (PK) 96,40 de la ligne de Delémont à Delle (voie normale), entre les gares de Bassecourt et de Saint-Ursanne.
Gare d'échange, elle est également l'aboutissement au PK 30,283 de la ligne de La Chaux-de-Fonds à Le Noirmont et Glovelier (voie métrique), après la gare de Combe-Tabeillon.

## Histoire
Le guichet de la gare est fermé le 1er juillet 2018 par les CFF, du fait de la diminution des transactions. En remplacement, la gare est équipée d'un automate, accessible à toutes heures du jour ou de la nuit, qui permet d'établir « des billets pour plus de 4 500 destinations, des cartes multicourses, des cartes journalières et nombreuses offres spéciales ».
La gare bénéficie de la nouvelle desserte mise en place sur la  en décembre 2018 : « à la cadence à la demi-heure exacte par les trains Regioexpress (Biel/Bienne – Delémont – Delle) et S3 du RER bâlois (Bâle – Porrentruy) et ce de 4 h 30 à 1 h du matin 7 jours sur 7. Dix trains quotidiens poursuivent leur course jusqu’à la gare TGV de Belfort - Montbéliard alors que six trains quotidiens sont en correspondance à Delle pour la gare TGV ».

## Service des voyageurs

### Desserte
Glovelier est desservie par des trains RegioExpress sur la relation Biel/Bienne (ou Delémont) – Delle (ou Meroux (TGV), et  par des trains de la ligne S3 du RER trinational de Bâle sur la relation Olten – Porrentruy.
La gare est également desservie par des trains régionaux (Regio) des Chemins de fer du Jura de la relation Glovelier - La Chaux-de-Fonds ou Le Noirmont.

### Intermodalité
Des places pour les vélos et un parking de huit places payantes pour les véhicules y sont aménagés.